# Київська єпархія ПЦУ
Київська єпархія — єпархія Православної Церкви України на території міста Києва і Київської області.

## Історія
Утворена як Переяслав-Хмельницька єпархія УПЦ КП рішенням Священного Синоду від 21 жовтня 2009 року внаслідок розділення Київської єпархії, з якої були виділені райони лівобережної частини Київської області: Переяслав-Хмельницький, Яготинський, Бориспільський, Броварський, Баришівський, Згурівський.  Єпархію очолив Димитрій (Рудюк), який отримав титул митрополит Переяслав-Хмельницький і Бориспільський.
27 липня 2010 року керуючим Переяслав-Хмельницькою єпархією призначено єпископа Епіфанія (Думенка).
28 червня 2013 року, рішенням архієрейського собору, єпархію було розширено до території всієї Київської області, титул єпархіального архієрея змінено на Переяслав-Хмельницький і Білоцерківський. Парафії міста Києва продовжували перебувати у Київській єпархії УПЦ КП, єпархіальним архієреєм якої залишався предстоятель УПЦ КП, Патріарх Київський і всієї Руси-України Філарет.
Рішенням Священного Синоду УПЦ КП від 13 грудня 2017 року (Журнал засідання № 38) Переяслав-Хмельницька єпархія перейменована на Переяславську, а титул архієрея змінено на Переяславський і Білоцерківський..
Після Об'єднавчого собору правлячий архієрей Переяславської єпархії Епіфаній (Думенко) став предстоятелем новоутвореної ПЦУ. Фактично розпочалось об'єднання Переяславської єпархії з Київськими єпархіями УПЦ КП та УАПЦ. 5 лютого 2019 року на першому засіданні Священного Синоду ПЦУ було ухвалено, що почесний патріарх Філарет (Денисенко) продовжує керівництво Київською єпархією у складі парафій та монастирів м. Києва (за виключенням Свято-Михайлівського Золотоверхого монастиря м. Києва), які перебували у його підпорядкуванні до Об'єднавчого собору, проте 24 червня це рішення було скасовано і парафії Києва були остаточно підпорядковані митрополитові Київському.
2 лютого 2023 року рішенням Синоду ПЦУ зі складу Київської єпархії виділено Білоцерківську у межах Білоцерківського району Київської області.
2 лютого 2024 року рішенням Синоду ПЦУ зі складу Київської єпархії виділено Вишгородську у межах Вишгородського району Київської області.

## Архієреї

### Вікарії Переяславські
- 7 червня 1992 — 25 липня 1992 — Спиридон (Бабський)
- 9 вересня 1992 — 25 грудня 1993 — Антоній (Масендич)
- 1995 — 1997 — Нестор (Куліш)
- 16 червня 2000 — 21 жовтня 2009 — Димитрій (Рудюк)

### Правлячі
- 21 жовтня 2009 — 27 липня 2010 — Димитрій (Рудюк)
- 27 липня 2010 — 15 грудня 2018 — Епіфаній (Думенко)

З 15 грудня 2018 року єпархія є центральною у Православній церкві України, її правлячим архієреєм є Митрополит Київський і всієї України, а у разі овдовілої кафедри — старший за хіротонією місцеблюститель.

## Структура

### Монастирі
- Межигірський Спасо-Преображенський монастир - намісник: архімандрит  Спиридон (Матіящук) [9]

## Світлини парафій

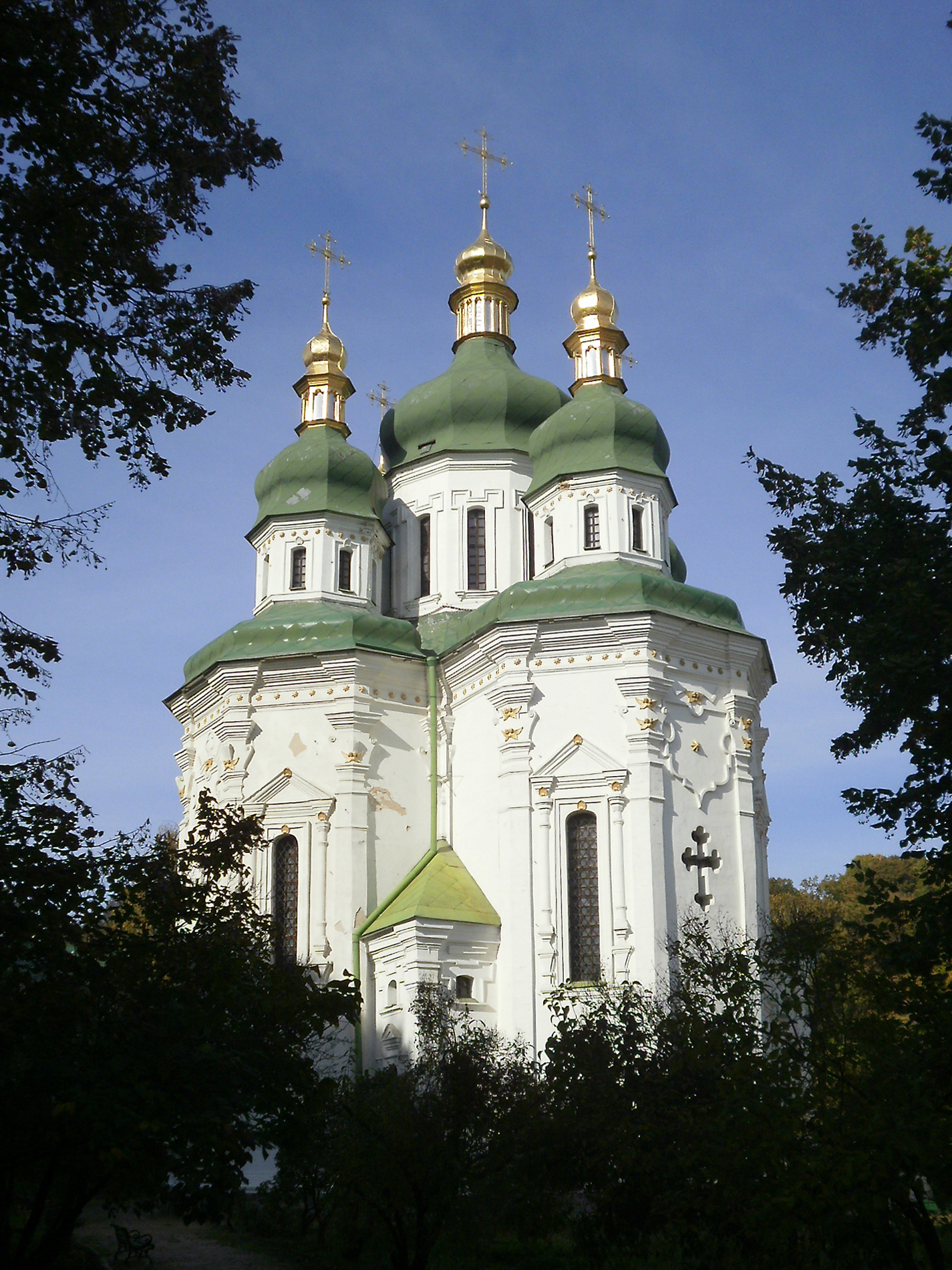
Собор Георгія Переможця
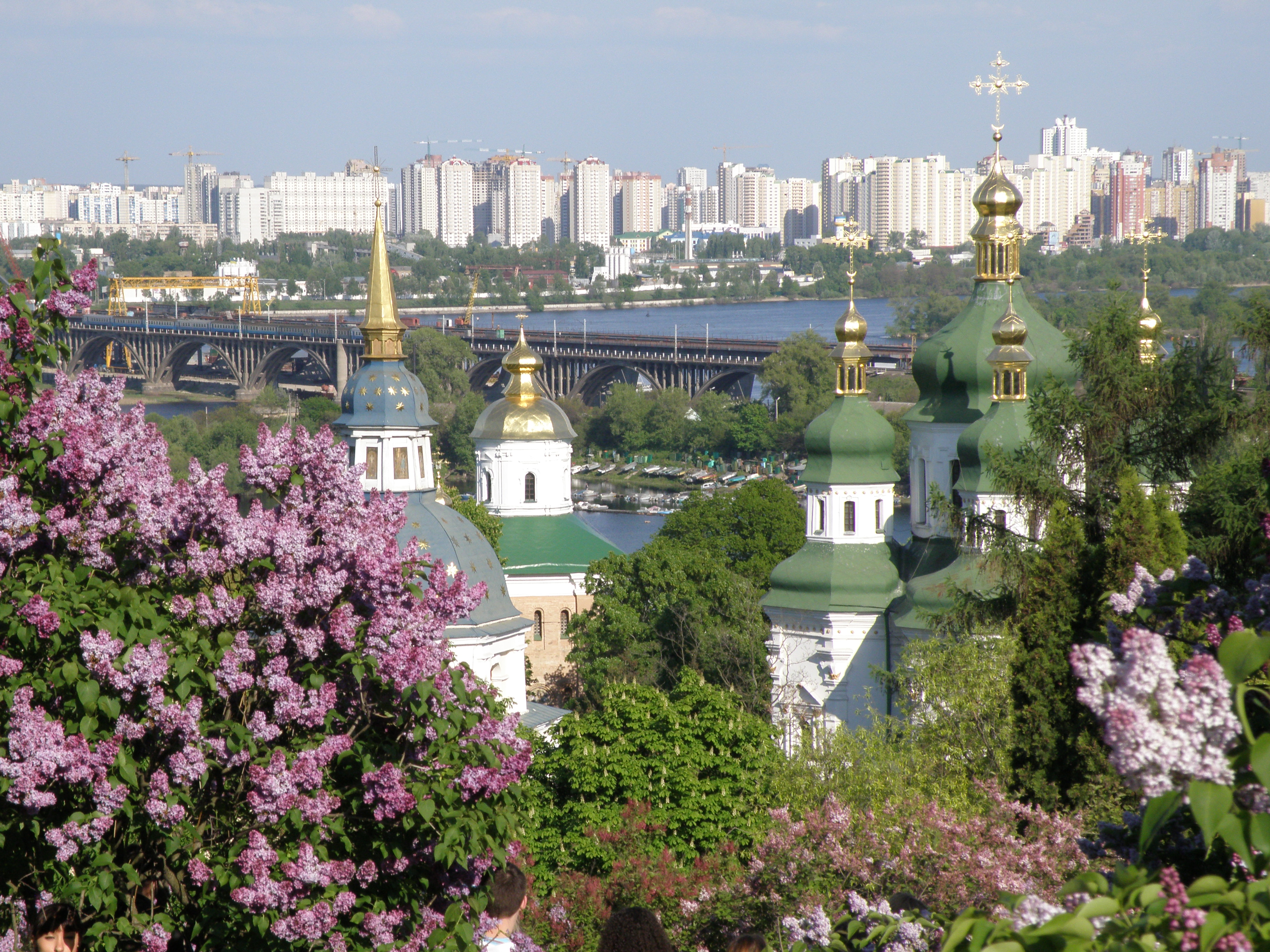
Видубицький чоловічий монастир
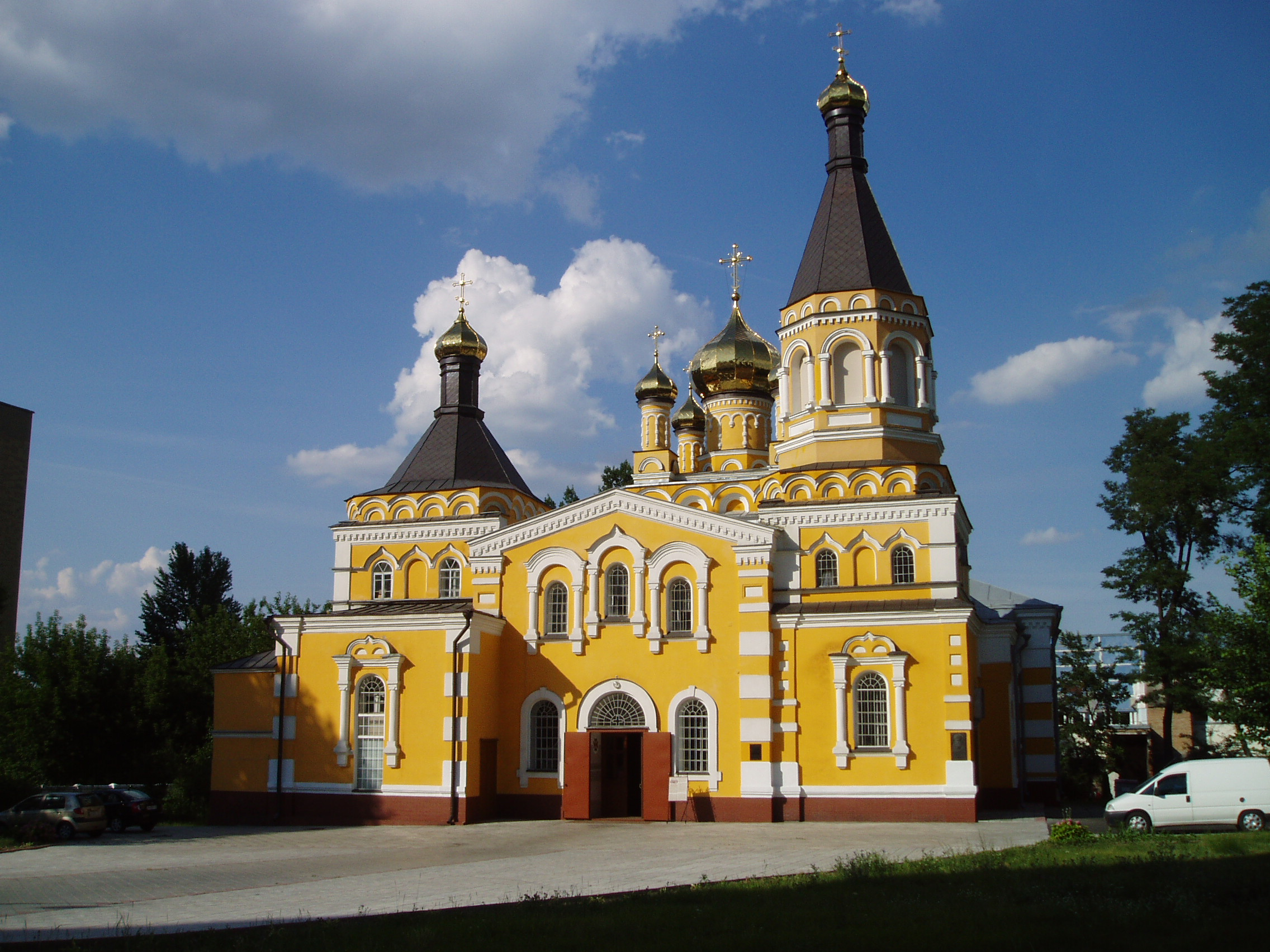
Свято-Покровська церква
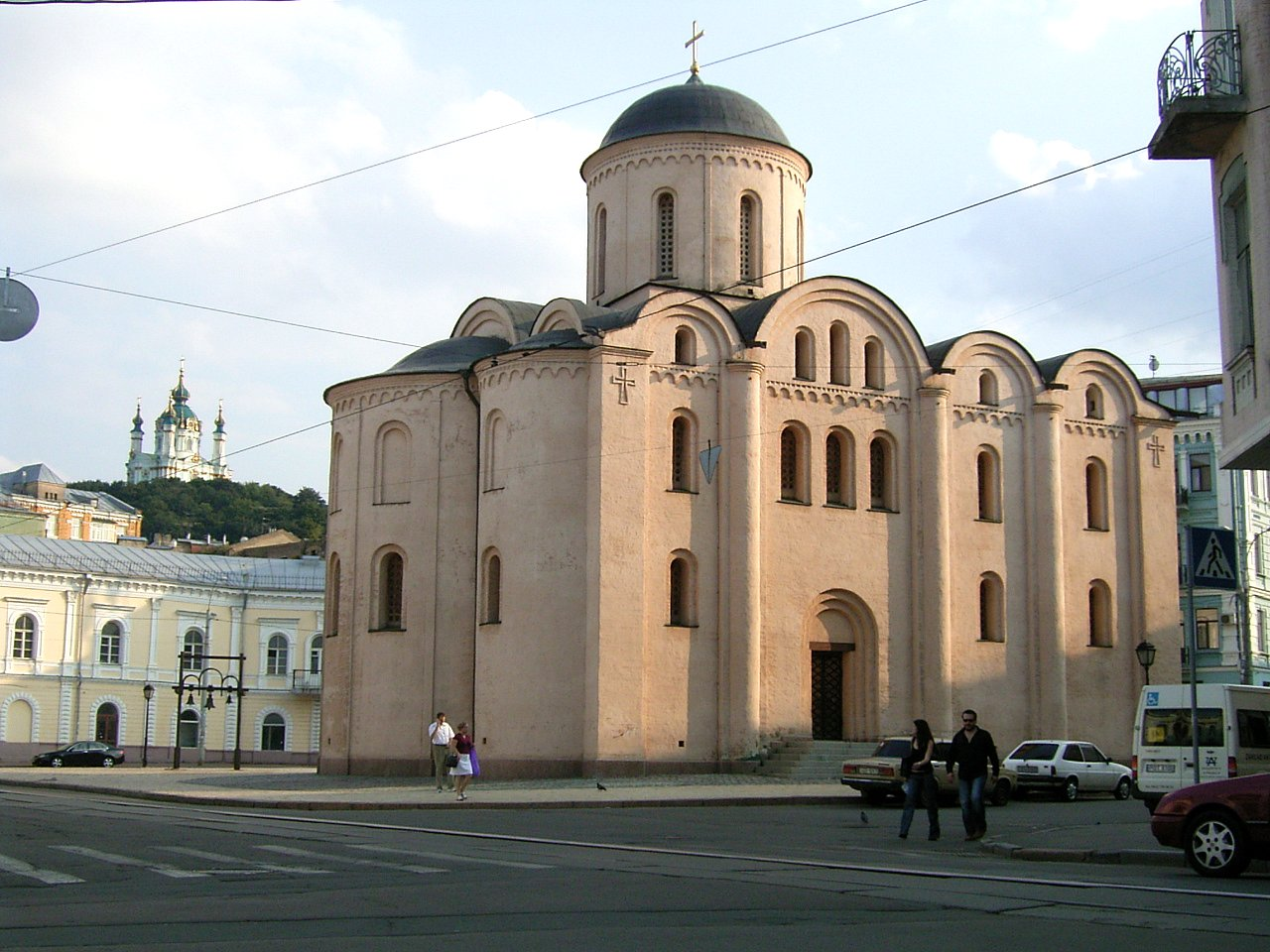
Церква Богородиці Пирогощої
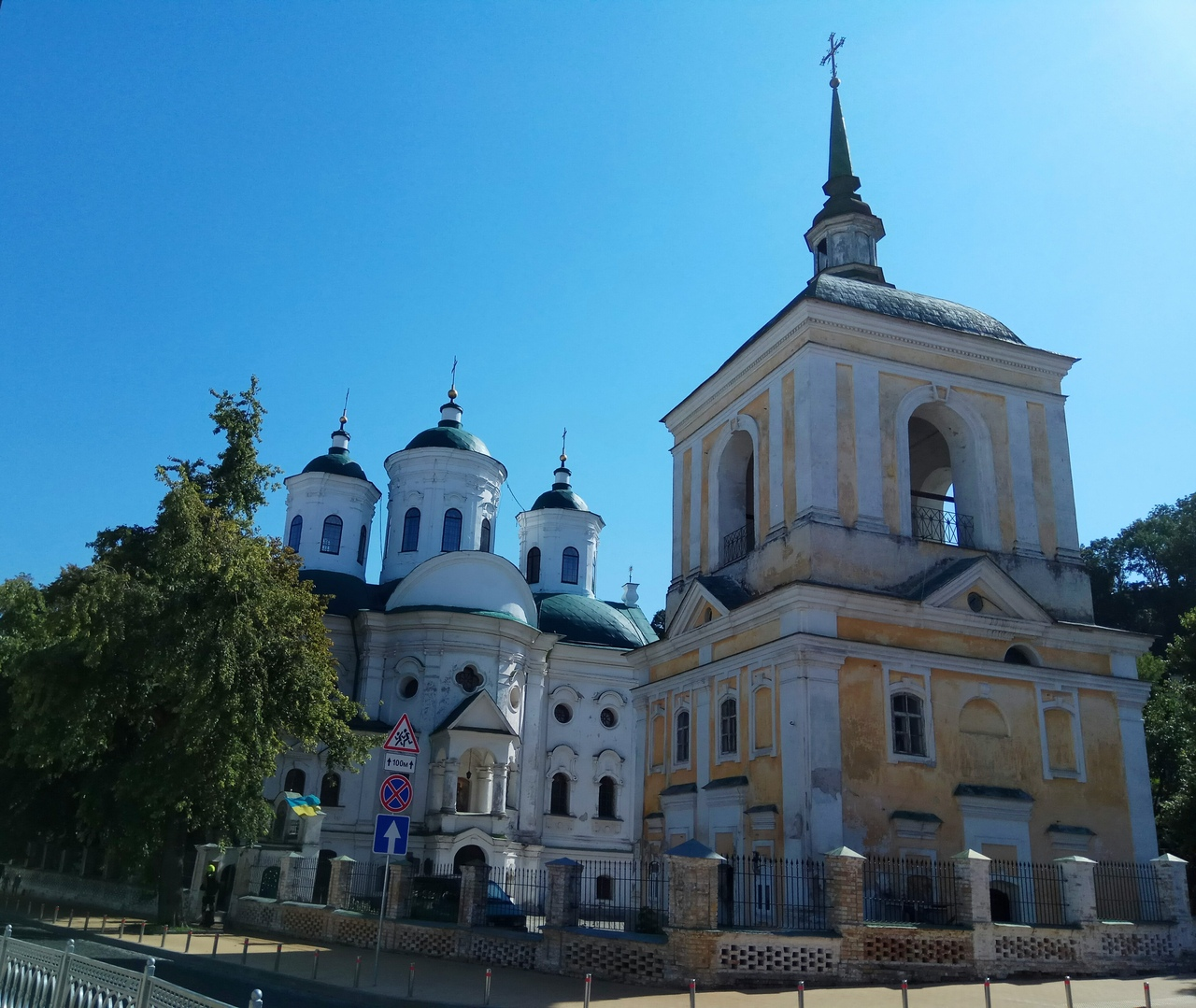
Церква Покрови Пресвятої Богородиці
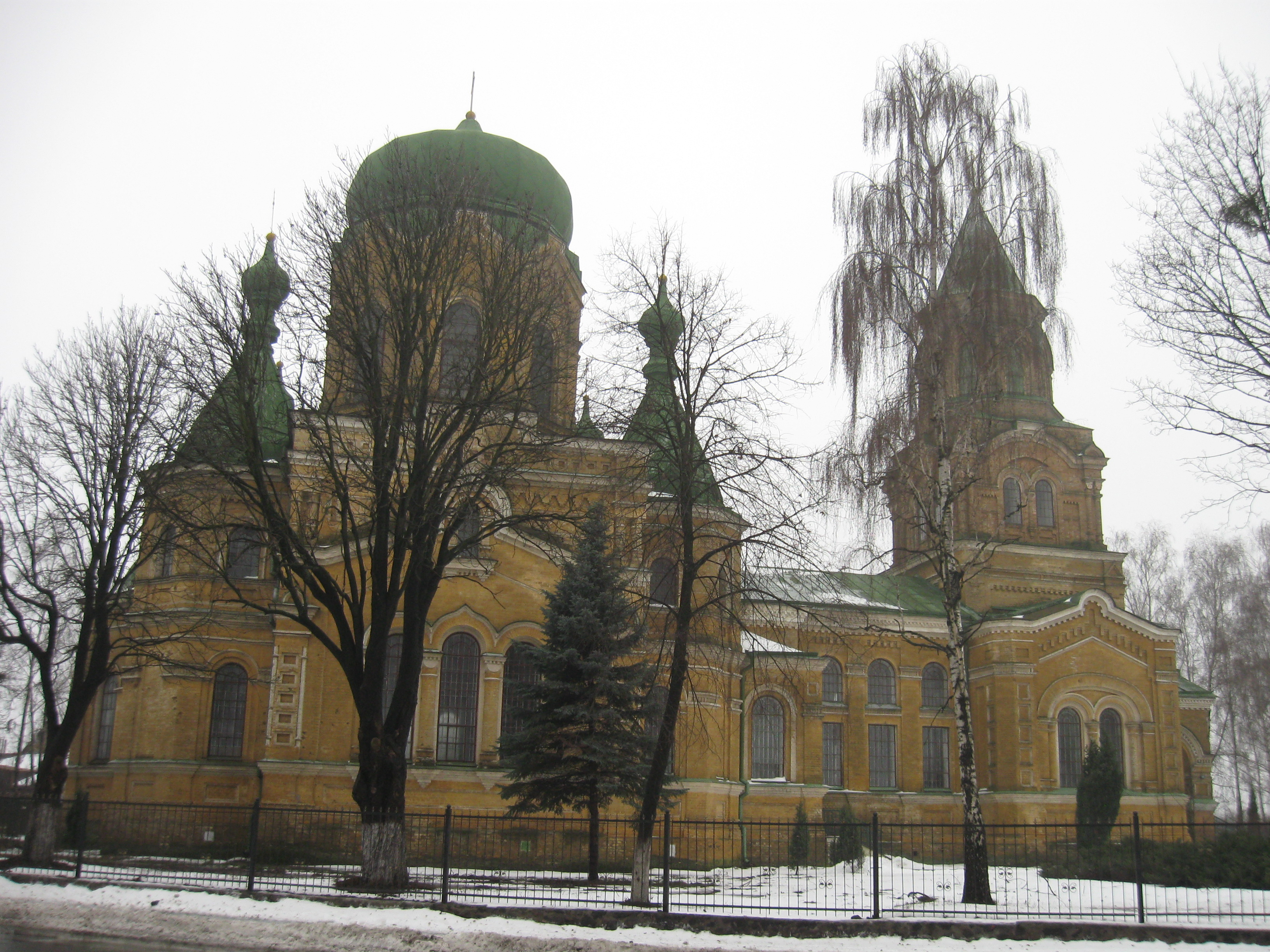
Свято-Покровська церква у c. Нові Петрівці
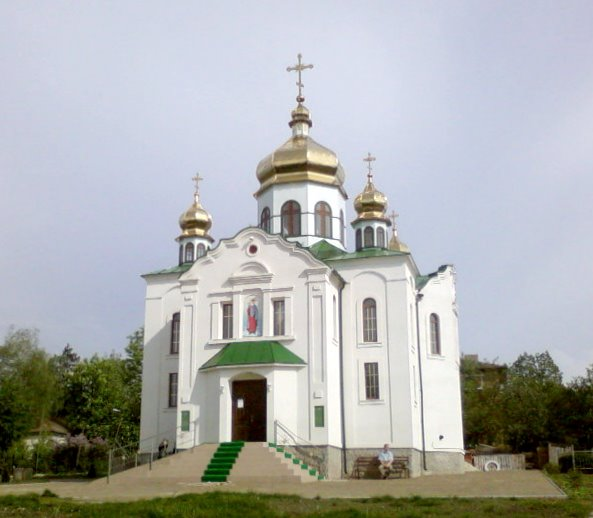
Храм Святого Рівно-Апостольного Великого князя Володимира у м. Васильків